# Marc Wauters
Pour les articles homonymes, voir Wauters.
Marc Wauters, né le 23 février 1969 à Hasselt, est un ancien coureur cycliste belge. Professionnel de 1991 à 2006, il fut spécialiste du contre-la-montre et a été trois fois champion de Belgique de la discipline.
En janvier 2009, il devient directeur sportif de l'équipe belge Silence-Lotto qui devient par la suite Lotto-Soudal.

## Palmarès

### Palmarès amateur
- 1985
  - 3e du Circuit Het Volk débutants
- 1986
  - 3e du championnat de Belgique du contre-la-montre juniors
  - 3e du championnat du Limbourg sur route juniors
- 1987
  -  Champion de Belgique du contre-la-montre juniors
  - Prologue de la Ster van Zuid-Limburg
  - 2e du championnat de Belgique sur route juniors
- 1988
  - 3e du championnat de Belgique sur route militaires
- 1989
  - Challenge de Hesbaye
  - Course de Wamont
  - 2e du championnat du Limbourg du contre-la-montre
  - 2e du championnat du Limbourg sur route
  - 3e du Ruban granitier breton
- 1990
  - Tour de l'Empordà
  - 2e du championnat du Limbourg sur route
  - 3e de Seraing-Aix-Seraing
  - 3e de la Flèche ardennaise

### Palmarès professionnel
| - 1991 - Flèche de Liedekerke - 3e du Grand Prix de la ville de Rennes - 1992 - 2e du Tour de la Haute-Sambre - 1994 - Grand Prix de la ville de Zottegem - Tour du Limbourg - Étoile de Zwolle - 3e du Circuit des frontières - 1995 - 5e étape du Tour d'Andalousie - 1996 - 6e étape des Quatre Jours de Dunkerque - 1997 - 2e de la Flèche namuroise - 2e de la Course des raisins - 7e de Paris-Roubaix - 1999 - Prudential Tour - Tour de Luxembourg : - Classement général - 1re et 4e (contre-la-montre) étapes - Grand Prix Eddy Merckx (avec Erik Dekker) - Tour de Rhénanie-Palatinat : - Classement général - 1re étape - Paris-Tours - 5e de Paris-Nice - 10e de la Coupe du monde - 2000 - Tour de Rhénanie-Palatinat : - Classement général - 3eb étape (contre-la-montre) - Mémorial Josef Vögeli (contre-la-montre) - 3e du Grand Prix Eddy Merckx (avec Erik Dekker) - 3e du Grand Prix EnBW (avec Erik Dekker) - 7e de Paris-Roubaix | - 2001 - Grand Prix Eddy Merckx (avec Erik Dekker) - 2e étape du Tour de France - 2e du Tour d'Andalousie - 2002 - Champion de Belgique du contre-la-montre - 3e du Grand Prix Eddy Merckx (avec Erik Dekker) - 2003 - Champion de Belgique du contre-la-montre - 2e de Veenendaal-Veenendaal - 4e de Paris-Roubaix - 7e du championnat du monde du contre-la-montre - 2004 - 2e du championnat de Belgique du contre-la-montre - 3e du Tour des Pays-Bas - 7e du championnat du monde du contre-la-montre - 2005 - Champion de Belgique contre-la-montre - 2e du Circuit Mandel-Lys-Escaut - 3e du Tour de Basse-Saxe - 2006 - 3e du championnat de Belgique contre-la-montre - 3e du Luk Challenge (avec Niels Scheuneman) |  |

## Résultats sur les grands tours

### Tour de France
13 participations
- 1992 : abandon (12e étape)
- 1993 : 107e
- 1994 : 92e
- 1995 : abandon (10e étape)
- 1996 : 124e
- 1997 : hors délais (14e étape)
- 1999 : abandon (2e étape)
- 2000 : 43e
- 2001 : abandon (16e étape), vainqueur de la 2e étape,  maillot jaune pendant un jour
- 2002 : 91e
- 2003 : 115e
- 2004 : 112e
- 2005 : 140e

### Tour d'Italie
1 participation
- 2006 : abandon (17e étape)

### Tour d'Espagne
1 participation
- 1998 : 74e